# Lasiodora tetrica
Lasiodora tetrica é uma espécie de aranha pertencente à família Theraphosidae (tarântulas).